# Tiffin (Iowa)
Pour les articles homonymes, voir Tiffin.
Tiffin est une ville du  comté de Johnson, en Iowa, aux États-Unis. Elle est fondée en 1867 et incorporée le 27 décembre 1906.

## Source de la traduction
- (en) Cet article est partiellement ou en totalité issu de l’article de Wikipédia en anglais intitulé « Tiffin, Iowa » (voir la liste des auteurs).